# Árchez
Árchez is een gemeente in de Spaanse provincie Málaga in de regio Andalusië met een oppervlakte van 4,80 km². Árchez telt 428 inwoners (1 januari 2016).

## Demografische ontwikkeling
Bron: INE, 1857-2011: volkstellingen